# Roland Wehrle (Fußballspieler)
Roland Wehrle (* 4. Januar 1927) ist ein ehemaliger deutscher Fußballspieler.
Der Mittelstürmer begann seine Karriere bei Blau-Weiss Freiburg. 1949 wechselte er zum Freiburger FC. Ein Jahr später verließ er Freiburg um sich dem VfB Stuttgart anzuschließen. Wehrle wurde als Ersatz für den langzeitverletzten Walter Bühler verpflichtet. In der Oberliga Süd absolvierte er 90 Spiele für den VfB in denen er 43 Tore erzielte. Wehrle wurde 1952 mit den Stuttgartern Deutscher Meister und 1953 Deutscher Vizemeister. 1954 gewann er mit dem VfB den DFB-Pokal.